# ناچوی قهرمان
ناچوی قهرمان (به انگلیسی: Nacho Libre) یک فیلم کمدی ورزشی آمریکایی محصول سال ۲۰۰۶ است که بازیگرانی مانند جک بلک ، تروی جنتیله و آنا دِ لا رگه را در آن ایفای نقش میکنند.

## بازیگران
- جک بلک در نقش ایگناسیو / ناچو
- تروی جنتیله در نقش ایگناسیوی جوان
- آنا دِ لا رگه را در نقش خواهر انکارناسیون
- هکتور جیمنز در نقش اسکلتو / استیون
- پتر استورماره در نقش امپراتور
- کارلا جیمنز در نقش کاندیدا
- ریچارد مونتویا در نقش لایحه (گیِرمُو)
- سزار گونزالس در نقش رامسس
- مویسس آریاس در نقش خوان پابلو
- دونالد چمبرز در نقش سکوت (سایلنسیو)
- داریوس رز در نقش خوک (چانچو)
- دیگو ادواردو گومز در نقش چوی
- کریگ ویلیامز در نقش برفدانه (ال اسنوفلیک)